# Neuroxena fulleri
Neuroxena fulleri là một loài bướm đêm thuộc phân họ Arctiinae, họ Erebidae.